# Bombardowanie Borodzianki
Bombardowanie Borodzianki – intensywne bombardowanie miasta Borodzianka przez rosyjskie siły zbrojne podczas rosyjskiej inwazji na Ukrainę w 2022 roku Zniszczenia budynków mieszkalnych są tam znacznie większe niż w innych miejscowościach obwodu kijowskiego.
Wołodymyr Zełenski poinformował o dewastacji miasta 7 kwietnia 2022 roku, tydzień po odkryciu rzezi w Buczy. Na dzień 17 kwietnia według Państwowej Służby Ukrainy ds. Sytuacji Nadzwyczajnych znaleziono 41 ciał.

## Rosyjskie ataki

Postrzelony pomnik Szewczenki w Borodziance

Przed rosyjską inwazją na Ukrainę w 2022 roku Borodzianka, ciche „miasto jednej ulicy” położone 30 km na północny zachód od Kijowa, liczyło około 13 000 mieszkańców.
Gdy siły rosyjskie walczyły o Kijów, Borodzianka, która znajduje się na strategicznie ważnej drodze, była celem licznych rosyjskich nalotów. Minister spraw wewnętrznych Ukrainy Denys Monastyrski stwierdził, iż nie było w mieście żadnych koszar ani sprzętu wojskowego.
Według prokurator generalnej Ukrainy Iryny Wenediktowej rosyjscy żołnierze używali do niszczenia budynków amunicji kasetowej oraz rakiet systemów artylerii rakietowej Tornado i Uragan, które wystrzeliwali „w nocy, kiedy maksymalna liczba ludzi będzie w domu”. Większość budynków w miasteczku została zniszczona, w tym prawie cała główna ulica. Rosyjskie bomby trafiały w centra budynków i spowodowały ich zawalenie się, podczas gdy otwory okienne pozostawały. Minister obrony Ukrainy Ołeksij Reznikow powiedział, że wielu mieszkańców leżało umierających nawet przez tydzień, wielu innych pochowano żywcem w wyniku nalotów. Do tych, którzy poszli im z pomocą, strzelali rosyjscy żołnierze.
Wenediktowa oskarżyła także rosyjskich żołnierzy o „morderstwa, tortury i bicie” cywilów.
Niektórzy mieszkańcy ukrywali się w piwnicach przez 38 dni. 26 marca 2022 r. Rosja, odparta z Kijowa, stopniowo wycofywała się z regionu, by skoncentrować się na Donbasie. Burmistrz Borodzianki powiedział, że kiedy rosyjski konwój przemieszczał się przez miasto, rosyjscy żołnierze strzelali przez każde otwarte okno. Oszacował, że zginęło co najmniej 200 osób.
Do czasu wycofania się Rosjan w Borodziance pozostało jedynie kilkuset mieszkańców, przy czym około 90% mieszkańców uciekło, a nieznana liczba zmarła w gruzach. Wycofujące się wojska rosyjskie pozostawiły miny w całym mieście.

## Późniejsze wydarzenia
Na początku kwietnia, gdy Borodzianka została wyzwolona spod okupacji rosyjskiej, władze ukraińskie zorganizowały tam wizytę dla przedstawicieli zagranicznych mediów, aby dziennikarze mogli naocznie przekonać się o skutkach walk i agresji rosyjskiej. Na spotkaniu z dziennikarzami minister spraw wewnętrznych Ukrainy Denys Monastyrski powiedział, że to, co się wydarzyło w Borodziance, jest „jedną z największych tragedii w Ukrainie”. Według ministra służby ratownicze już przed miesiącem próbowali usunąć gruzy, spod których wydobycie żywych ludzi wtedy było jeszcze możliwe, ale wszystkie próby ratunku zakończyły się niepowodzeniem w wyniku trwającego przez wiele dni rosyjskiego ostrzału. Toteż akcje poszukiwawcze i ratownicze można było wznowić dopiero po wyzwoleniu miasteczka.
Przedstawiciele Agence France-Presse przybyli do Borodzianki 5 kwietnia. Nie widzieli żadnych ciał, ale zgłosili rozległe zniszczenia wtedy, gdy niektóre domy „po prostu już nie istniały”. Liczba ofiar śmiertelnych była niejasna: jeden mieszkaniec poinformował, że wiedział o co najmniej pięciu zabitych cywilach, ale inni byli pod gruzami i nikt jeszcze nie próbował ich wydobyć.
7 kwietnia Wenediktowa ogłosiła, że w gruzach dwóch zniszczonych budynków odkryto 26 ciał. Podkreśliła, że Borodianka „jest najbardziej zniszczonym miastem w okolicy” i że „tylko ludność cywilna była celem; nie ma żadnych obiektów wojskowych”. Prezydent Wołodymyr Zełenski powiedział następnie, że liczba ofiar śmiertelnych w Borodziance była „jeszcze gorsza” niż ta w Buczy.
Radio Europe 1 podało, że dziesięć dni po odejściu Rosjan strażacy nadal pracowali nad wydobyciem ciał z gruzów, aby godnie je pochować. Jednak ich pracę komplikuje ryzyko zawalenia się innych budynków. Każdego dnia odkrywa się coraz więcej ciał. Lokalne kostnice są przeciążone, a zwłoki muszą być transportowane 100 kilometrów lub więcej.